# Сплит языка

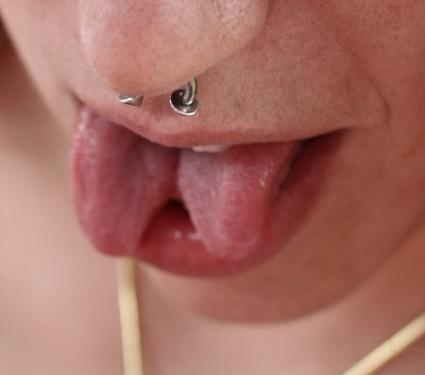
Сплит языка

Сплит языка (tongue splitting) — разрезание языка, один из видов модификации человеческого тела.

## Операция
Под местной анестезией язык разрезается скальпелем от кончика до середины. После того, как разрез заживает, у человека остается раздвоенный, как у змеи, язык. Операция по разрезанию языка сложна и делается, как правило, под анестезией. Сплит может делать только профессионал: в языке проходят две крупные артерии (A lingualis, a. profunda linguae), повреждение одной из них ведет к обильному кровотечению, возможен летальный исход.
Операция длится от семи до двадцати минут. Операции делятся на два типа: когда мастер обшивает половинки языка нитями и когда половинки прижигаются. Метод прижигания половинок почти полностью устарел, так как является более болезненным.

## История
У майя рассечение языка было знаком священного подчинения богам, даже сегодня ритуальная перфорация щек в Индии и особенно в Индонезии показывает все ту же преданность божественным силам.

## Заживление
В среднем период заживления длится около трех недель. В течение первых пяти-восьми дней человек носит послеоперационные швы, не позволяющие половинкам языка быстро срастаться (реже делают прижигание). Категорически запрещается употреблять алкоголь, курить сигареты и принимать пищу, чтобы не получить воспаление языка, а также не позволить кусочкам пищи гнить во рту. Ротовая полость промывается хлоргексидином и между половинок носится тампон с лекарством.
После снятия швов речь постепенно возвращается, и человек может свободно принимать пищу. Чтобы половинки языка не срастались, продолжают носить сменный тампон, пропитанный лекарством, процедуры по полосканию рта продолжаются. После 1—2 месяцев половинки языка заживают, речь полностью восстанавливается, возможно частичное срастание сплита на 1—2 см. Если потребуется, то пациент может сделать повторное разрезание, иначе — коррекцию сплита. Из-за неправильного ухода может произойти полное срастание сплита.

## Осложнения
Процедура сопряжена с риском значительной кровопотери, инфицирования и повреждения нервов, а также проблем с дыханием или глотанием. Раздвоенный язык может изменить фрикативное произношение. Образовавшаяся рубцовая ткань также может повлиять на речь. 
По данным Королевского колледжа врачей, более половины пирсинга языка и каждый пятый пирсинг губы, сделанных людям в возрасте от 16 до 24 лет, приводят к осложнениям.